# Milan Spiller
Milan Spiller (16 novembre 2002) è un giocatore di football americano svizzero che gioca nel ruolo di wide receiver per gli Helvetic Mercenaries.